# Åkermanita
L'åkermanita és un mineral de la classe dels silicats, del grup de la mel·lilita. Va ser nomenada així en honor d'Anders Akerman, un metal·lúrgic suec.

## Característiques
Forma una sèrie de solució sòlida amb la gehlenita, substituint gradualment el magnesi per alumini. Es pot presentar en forma de cristalls prismàtics curts o tabulars fins, que poden semblar aixafats, o en cubs modificats octaèdricament. També pot aparèixer en forma granular massiva.
Segons la classificació de Nickel-Strunz, l'åkermanita pertany a «09.BB - Estructures de sorosilicats, grups Si₂O₇, sense anions no tetraèdrics; cations en coordinació tetraèdrica [4] i major coordinació» juntament amb els següents minerals: cebollita, gehlenita, gugiaïta, hardystonita, jeffreyita, okayamalita, alumoåkermanita, barylita, clinobarylita i andremeyerita.

## Formació i jaciments
Es forma com a producte del contacte metamòrfic entre roques limolites silícies i dolomies, així com en roques de fàcies de la sanidina. També pot formar-se a partir de magmes alcalins enriquits en calci. Sol trobar-se associada a una sèrie de minerals rars, entre els més comuns estan la forsterita, la grossulària o el diòpsid.